# 祖谷渓道路
祖谷渓道路（いやけいどうろ）は、徳島県三好市内を結ぶ一般道路、ドライブコース。祖谷街道とも呼ばれる。路線名は徳島県道45号西祖谷山山城線だが、祖谷街道を指す場合は徳島県道32号山城東祖谷山線も含む場合がある。
祖谷渓道路はかつては徳島県の管理する有料道路であったが、1998年8月1日より無料開放されている。

## 解説

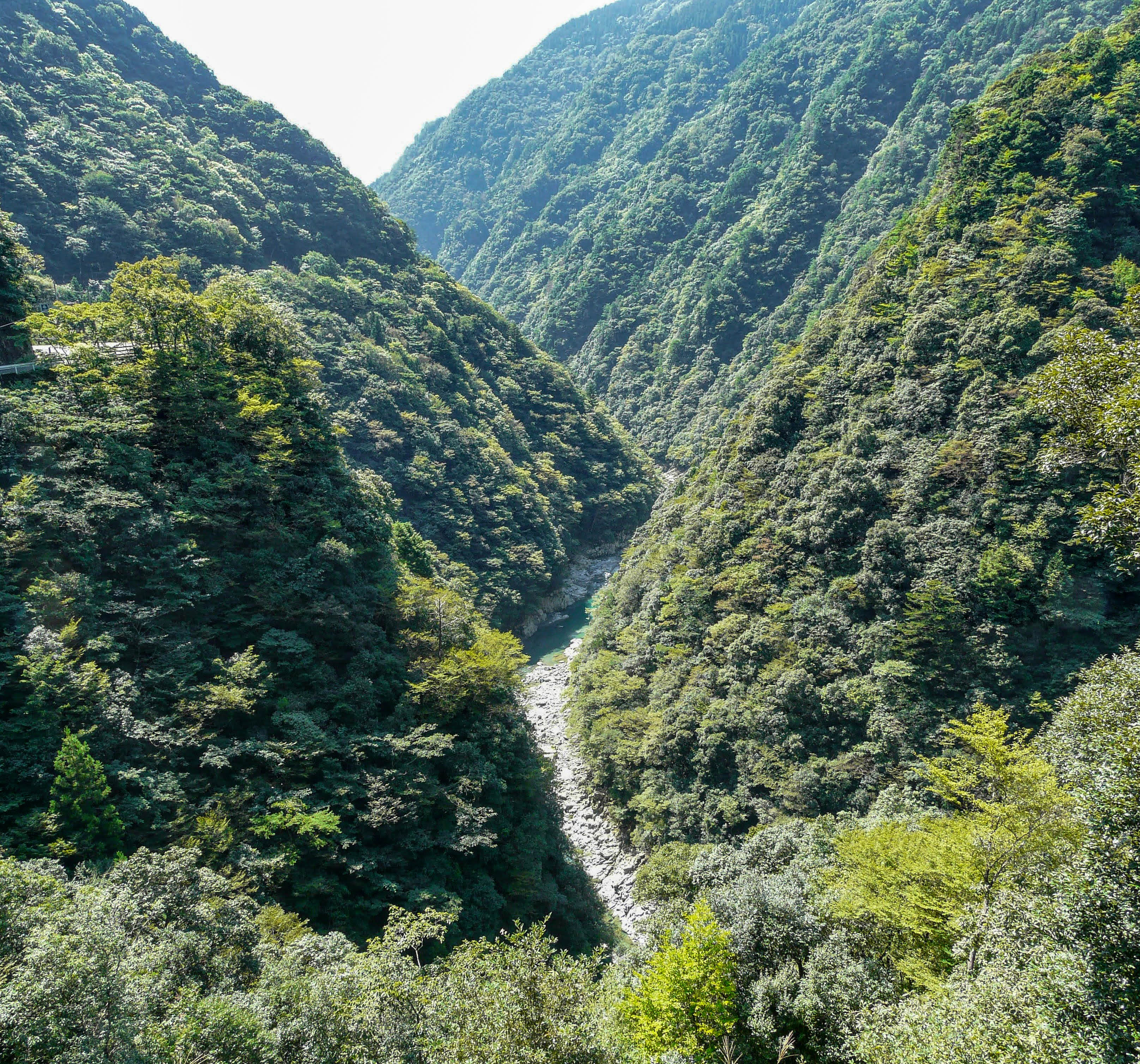
祖谷渓展望台から見た祖谷渓

徳島県道32号
国道32号上の道路標識の行き先は「出合」。祖谷川、祖谷渓に沿って山中を進む、カーブの多い1車線道。所々で春には新緑、秋には紅葉の景色が見られる。駐車場はあまり用意されていないので、適当な場所を見つけて車を止める必要がある。
出合の集落より4-5kmの所に、祖谷渓展望台があり、ここが唯一の展望スポットである。そこから100m程先には駐車場もある。さらに3km程進むと、小便小僧があり、ここも展望スポットと言える。だが、下は崖なので用心の必要がある。
西祖谷山総合支所に近づくと、道は広くなる。そして県道45号に繋がる。
徳島県道45号
かずら橋から県道32号を西へ向かうと、この県道に入る。すぐ近くに道の駅にしいやがあるので休憩に利用できる。祖谷トンネルを抜けた先に藁葺き屋根のゲートがあった。これが有料道路時代の料金所だったところである。このゲートは2017年3月に撤去された。その近くに駐車場もある。後半はカーブが多く、くねくねしている。
また、かずら橋へのアクセスはこちらのほうが便利。

## 周辺
- 祖谷渓
- 祖谷川
- 小便小僧
- 祖谷のかずら橋
- 道の駅にしいや
- 祖谷温泉